# Coventry Brown
Coventry Brown (28 febbraio 1910 – Dudley, 12 gennaio 2000) è stato un calciatore inglese, di ruolo attaccante.

## Carriera

### Nazionale
Venne convocato nella Nazionale britannica che partecipò ai Giochi olimpici del 1936 tuttavia non disputò neanche una partita.